# Взгляд на составление Малороссии
«Взгляд на составление Малороссии» — историческая статья Николая Васильевича Гоголя, написанная в 1833—1834 годах. 
Впервые опубликована в «Журнале Министерства Народного Просвещения», 1834, № 4 (под названием «Отрывок из Истории Малороссии. Том I, Книга I, Глава I»). Вошла в сборник «Арабески» (1835 год).

## История
Данная статья должна была предварять историческую работу Н. В. Гоголя «История Малороссии», неизвестную по сей день. Биографы Гоголя так и не смогли обнаружить рукописи или какие-либо материалы, указывающие на то, что «История Малороссии» вообще была написана.
В письме к Михаилу Максимовичу от 9 ноября 1833 года Гоголь писал о своей работе: «Теперь я принялся за историю нашей единственной бедной Украины. Ничто так не успокаивает, как история. Мои мысли начинают литься тише и стройнее. Мне кажется, что я напишу её, что я скажу много того, что до меня не говорили».
30 января 1834 года Гоголь поместил в «Северной пчеле» «Объявление об издании истории Малороссии», прося присылать ему материалы по истории Украины для начатого им большого труда. Однако к началу марта 1834 года (несмотря на то, что ещё в письме к М. А. Максимовичу от 12 февраля Гоголь обещает написать всю «Историю Малороссии» «от начала до конца», «в шести малых или в четырех больших томах») Гоголь начал постепенно охладевать к начатой работе. О причинах своего охлаждения Гоголь 6 марта 1834 года писал к Измаилу Срезневскому, выразившему желание помочь с материалами: «Я к нашим летописям охладел, напрасно силясь в них отыскать то, что хотел бы отыскать. Нигде ничего о том времени, которое должно бы быть богаче всех событиями. Народ, которого вся жизнь состояла из движений, которого невольно (если бы он даже был совершенно недеятелен от природы) соседи, положение земли, опасность бытия выводили на дела и подвиги, этот народ… Я недоволен польскими историками, они очень мало говорят об этих подвигах… И потому-то каждый звук песни мне говорит живее о протекшем, нежели наши вялые и короткие летописи».

## Цитаты
«Это скопление мало-помалу получило совершенно один общий характер и национальность, и чем ближе к концу XV века, тем более увеличивалось приходившими вновь. Наконец целые деревни и сёла начали поселяться с домами и семействами около этого грозного оплота, чтобы пользоваться его защитою, с условием за то некоторых повинностей. И таким образом места около Киева начали пустеть, а между тем по ту сторону Днепра люднели. Семейные и женатые мало-помалу от обращения и сношения с ними получали тот же воинственный характер. Сабля и плуг сдружились между собою и были у всякого селянина. Между тем разгульные холостяки вместе с червонцами, цехинами и лошадьми стали похищать татарских жен и дочерей и жениться на них. От этого смешения черты лица их, вначале разнохарактерные, получили одну общую физиогномию, более азиатскую. И вот составился народ, по вере и месту жительства принадлежавший Европе, но между тем по образу жизни, обычаям, костюму совершенно азиатский, народ, в котором так странно столкнулись две противоположные части света, две разнохарактерные стихии: европейская осторожность и азиатская беспечность, простодушие и хитрость, сильная деятельность и величайшая лень и нега, стремление к развитию и усовершенствованию — и между тем желание казаться пренебрегающим всякое совершенствование».